# Paulus van der Heim
Paulus van der Heim (Brussel, 8 februari 1753 - 's-Gravenhage, 6 april 1823) was een patriot en tijdens het Koninkrijk Holland was hij minister uit het geslacht Van der Heim.
Hij studeerde Romeins en hedendaags recht aan de Hogeschool te Leiden. Hij werd minister van Indië en Koophandel onder Lodewijk Napoleon Bonaparte in 1806. Hij was vervolgens maritiem prefect van Holland van 1 augustus 1811 tot 10 januari 1812.
Na de Franse tijd was hij lid van de Staten-Generaal der Verenigde Nederlanden (1814-1815).
Hij was een zoon van de Rotterdamse burgemeester Jacob van der Heim (1727-1799).
- Biografisch Portaal: 02818648
- Digitale Bibliotheek voor de Nederlandse Letteren: heim012
- International Standard Name Identifier: 0000 0003 8877 0810
- Nederlandse Thesaurus van Auteursnamen: 070387583
- Parlement.com: vg09llrnpsz3
- Système universitaire de documentation: 256988072
- Virtual International Authority File: 282046886
- WorldCat: E39PBJrKYmRQ6Mwt8vmGxX9Yyd